# Boricua College
Le Boricua College est un établissement d'enseignement supérieur de la ville de New York. Le college fut créé à la base pour les populations espagnoles et portoricaines. Ainsi, l'établissement emploie un nombre élevé d'enseignants bilingues qui sont 130 à plein temps, et cent à temps partiel pour un total de 1 200 étudiants.